# Vitomiricë
Vitomiricë (serb. Витомирица, Vitomirica) – wieś w Kosowie, w regionie Peć, w gminie Peć.
Według danych szacunkowych na rok 2011 liczyła 5 409 mieszkańców.